# Prostion

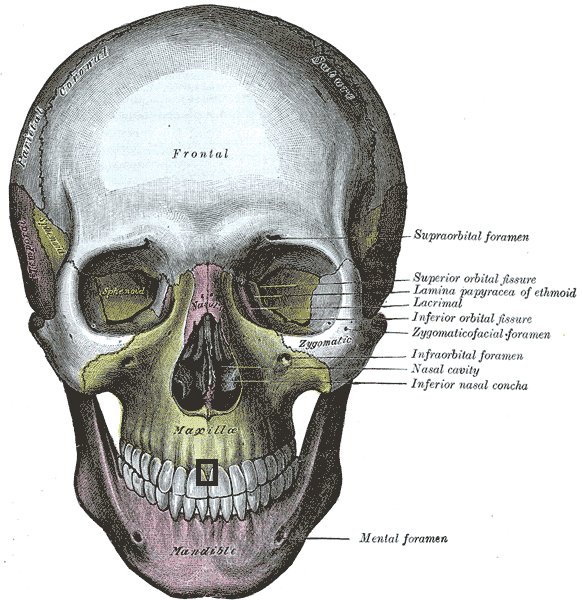
Egy koponya szemből, az apró fekete négyzet jelöli a prostiont

A prostion egy a koponyaméréstanban használatos tájékozódási pont. A felső állcsont (maxilla) legelőreugróbb részénél a két középső metszőfog között található. Függőlegesen egy síkba esik a vertex-szel, a nasionnal, a nasospinallal és a gnathionnal.